# Geoschema delle Nazioni Unite
     Africa
     America
     Asia
     Europa
     Oceania

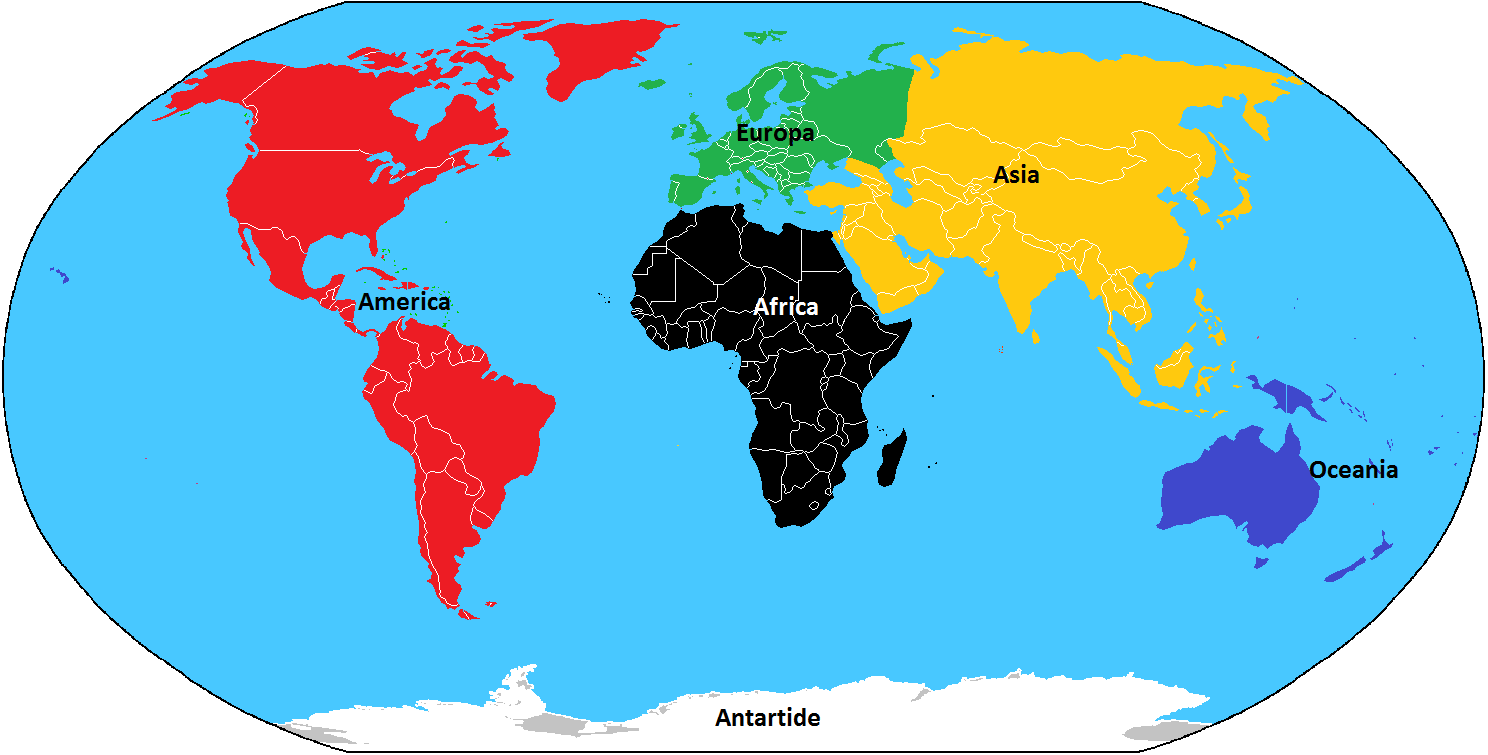
Lo schema a 6 continenti adottato dalle Nazioni Unite:
Africa
America
Asia
Europa
Oceania

Lo schema geografico – geoschema – delle Nazioni Unite è un sistema che divide le nazioni del mondo in gruppi regionali e 17 subregionali. Questo geoschema fu realizzato dalla Commissione statistica delle Nazioni Unite (UNSD) ed è basato sul codice di classificazione M49.
Questo geoschema però non è uno standard all'interno delle Nazioni Unite, ad esempio l'UNIDO o l'UNESCO ne usano uno differente, in cui si accorpano insieme aree di vari continenti e si suddividono alcuni continenti in più parti.
Altre istituzioni internazionali usano classificazioni e delimitazioni più o meno differenti: Banca Mondiale, IATA, ICANN, ICAO.
In particolare, le delimitazioni della National Geographic Society presentano lo stesso confine tra Europa e Asia.

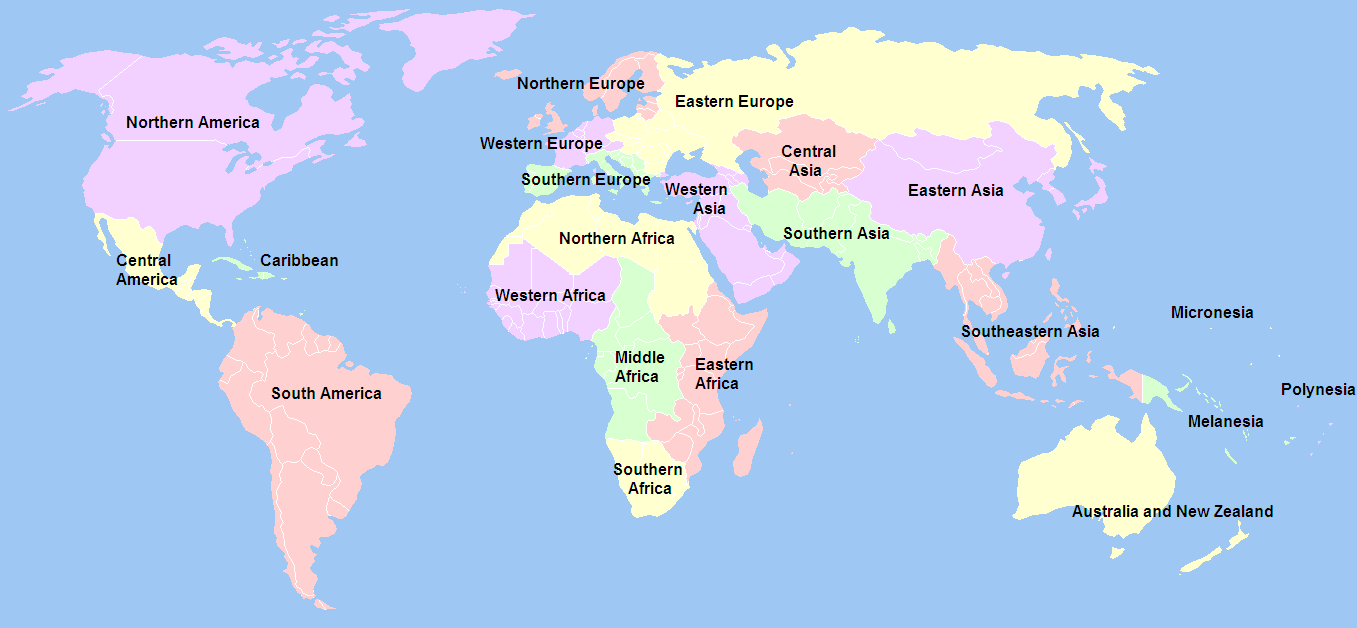
Lo schema adottato dalle Nazioni Unite con l'indicazione delle subregioni

## Paesi transcontinentali
Alcune divergenze rispetto ad altre delimitazioni sono dovute ai Paesi transcontinentali:
In Europa secondo l'UNSD
- La Russia, il cui territorio si trova al 23% circa in Europa (Russia europea) e al 77% circa in Asia (Russia asiatica o Asia settentrionale); viceversa la popolazione si trova al 74% circa in Europa e al 26% circa in Asia.

In Asia secondo l'UNSD
- Kazakistan: l'86% del territorio e il 91% della popolazione si trovano in Asia, mentre il 14% del territorio e il 9% della popolazione si trovano in Europa.
- Caucaso del sud: le tre nazioni trancaucasiche, ossia l'Armenia, l'Azerbaigian e la Georgia, sono a volte considerate per motivi storici e/o culturali vicine all'Europa; inoltre queste nazioni fanno parte del Consiglio d'Europa.
- isola di Cipro: comprende la Repubblica di Cipro e la Repubblica Turca di Cipro del Nord; è considerata per motivi storici e culturali vicina all'Europa. La Repubblica di Cipro fa parte del Consiglio d'Europa e dell'Unione europea.
- Turchia: la parte asiatica della Turchia, ossia l'Anatolia o Asia minore, rappresenta il 97% dell'intero territorio e l'84% della popolazione, mentre la parte europea, ossia la Tracia orientale, rappresenta il restante 3% del territorio e il 16% della popolazione; il Paese fa parte del Consiglio d'Europa.
- L'Indonesia è un Paese transcontinentale: il 60% del territorio e l'87% della popolazione si collocano in Asia e il rimanente 40% del territorio e il 13% della popolazione in Oceania. L'UNSD la colloca in Asia.
- L'isola di Timor (condivisa tra l'Indonesia e Timor Est) è, se si considera la divisione tra Asia e Oceania basata sulla linea di Wallace, in Oceania. L'UNSD colloca Timor Est in Asia

In Africa secondo l'UNSD
- Egitto: la penisola del Sinai si trova geograficamente in Asia, mentre il resto del Paese (più del 90%) si trova in Africa.

Nelle Americhe secondo l'UNSD
- L'UNSD divide le Americhe in "America settentrionale" e "America Latina e Caraibi", quest'ultima divisa in Caraibi, America centrale e America del Sud.
- Altre divisioni possono essere America del Nord (America settentrionale, America centrale e Caraibi) e America del Sud; eventualmente divise dall'istmo di Panama, facendo quindi di Panama un Paese transcontinentale.
- Tra le isole dei Caraibi, le Isole ABC fanno parte dell'arcipelago delle Isole Sottovento, insieme ad altre isole del Venezuela, e sono quindi vicine all'America del sud.

In Oceania secondo l'UNSD
- L'isola di Nuova Guinea (condivisa tra l'Indonesia e Papua Nuova Guinea) è, secondo ogni convenzione di divisione tra Asia e Oceania (Linea di Lydekker, linea di Wallace e linea di Weber), in Oceania. L'UNSD colloca la Papua Nuova Guinea in Oceania.

## Lista di regioni e subregioni
L'UNSD distingue tre livelli più il Paese: Region (regione), Sub-region (sub regione),  Ie Country or Area (nazione o area), ad esempio: Africa (region), Southern Africa( sub-region) e Botswana (country or area).
Accanto al nome in italiano delle suddivisioni è riportato il nome originale in inglese (sul sito web il nome è riporato anche in cinese, russo, francese, spagnolo e arabo); come si può notare, sono preferiti i termini: Northern (settentrionale) a North (nord), Eastern (orientale) a East (est), Southern (meridionale) a South (sud) e Western (occidentale) a West (ovest); con la sola eccezione di South America (America del sud) invece di Southern America (America meridionale).
Per completezza sono riportati anche tra parentesi alcuni Paesi a riconoscimento limitato non presenti nell'elenco dell'UNSD.

### Africa

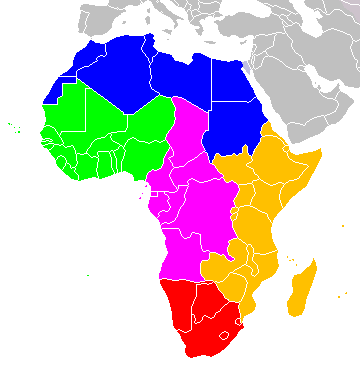
Le regioni dell'Africa:
Africa settentrionale
Africa orientale
Africa centrale
Africa meridionale
Africa occidentale

Africa settentrionale
     Africa orientale
     Africa centrale
     Africa meridionale
     Africa occidentale

#### Africa settentrionale (Northern Africa)
- Algeria
- Egitto
- Libia
- Marocco
- Sudan
- Tunisia
- Sahara Occidentale[11]

#### Africa subsahariana (Sub-Saharan Africa)
Africa orientale (Eastern Africa)
-  Territorio britannico dell'Oceano Indiano
-  Burundi
-  Comore
-  Gibuti
-  Eritrea
-  Etiopia
-  Terre Australi e Antartiche Francesi
-  Kenya
-  Madagascar
-  Malawi
-  Mauritius
-  Mayotte
-  Mozambico
-  La Riunione
-  Ruanda
-  Seychelles
-  Somalia
-  Sudan del Sud
-  Uganda
-  Tanzania
-  Zambia
-  Zimbabwe

Africa centrale (Middle Africa)
-  Angola
-  Camerun
-  Rep. Centrafricana
-  Ciad
-  Rep. del Congo
-  RD del Congo
-  Guinea Equatoriale
-  Gabon
-  São Tomé e Príncipe

Africa meridionale (Southern Africa)
-  Botswana
-  Lesotho
-  Namibia
-  Sudafrica
-  eSwatini

Africa occidentale (Western Africa)
-  Benin
-  Burkina Faso
-  Capo Verde
-  Costa d'Avorio
-  Gambia
-  Ghana
-  Guinea
-  Guinea-Bissau
-  Liberia
-  Mali
-  Mauritania
-  Niger
-  Nigeria
-  Sant'Elena, Ascensione e Tristan da Cunha
-  Senegal
-  Sierra Leone
-  Togo

### Americhe

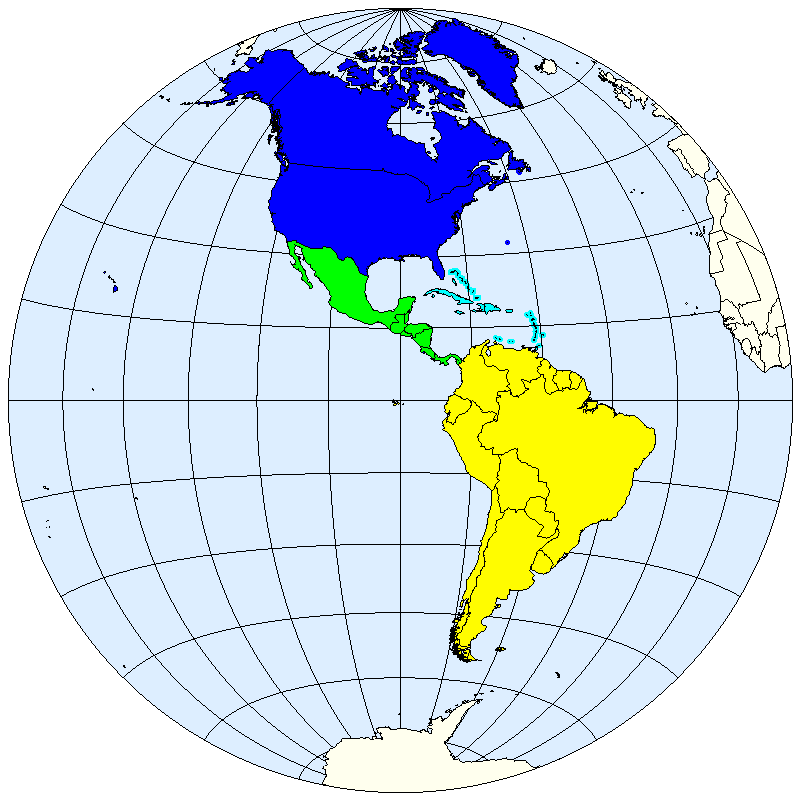
Le regioni delle Americhe:
Caraibi
America centrale
America meridionale
America settentrionale

Caraibi
     America centrale
     America meridionale
     America settentrionale

#### America Latina e Caraibi (Latin America and the Caribbean)
Caraibi (Caribbean)
-  Anguilla
-  Antigua e Barbuda
-  Aruba
-  Bahamas
-  Barbados
-  Isole BES
-  Isole Vergini Britanniche
-  Isole Cayman
-  Cuba
-  Curaçao
-  Dominica
-  Rep. Dominicana
-  Grenada
-  Guadalupa
-  Haiti
-  Giamaica
-  Martinica
-  Montserrat
-  Porto Rico
-  Saint-Barthélemy
-  Saint Kitts e Nevis
-  Saint Lucia
-  Saint-Martin
-  Saint Vincent e Grenadine
-  Sint Maarten
-  Trinidad e Tobago
-  Turks e Caicos
-  Isole Vergini Americane

America centrale (Central America)
-  Belize
-  Costa Rica
-  El Salvador
-  Guatemala
-  Honduras
-  Messico
-  Nicaragua
-  Panama

America del sud (South America)
-  Argentina
-  Bolivia
-  Isola Bouvet
-  Brasile
-  Cile
-  Colombia
-  Ecuador
-  Isole Falkland
-  Guyana francese
-  Guyana
-  Paraguay
-  Perù
-  Georgia del Sud e Isole Sandwich Australi
-  Suriname
-  Uruguay
-  Venezuela

#### Nordamerica (Northern America)
- Bermuda[12]
- Canada
- Groenlandia[18]
- Saint-Pierre e Miquelon[13]
- Stati Uniti

### Antartide
Nel marzo 2017 l'Antartide è stata classificata come regione. Al suo interno era collocata l'isola Bouvet (paese o area), successivamente considerata parte dell'America del Sud. L'Antartide è attualmente classificata come paese o area.

### Asia

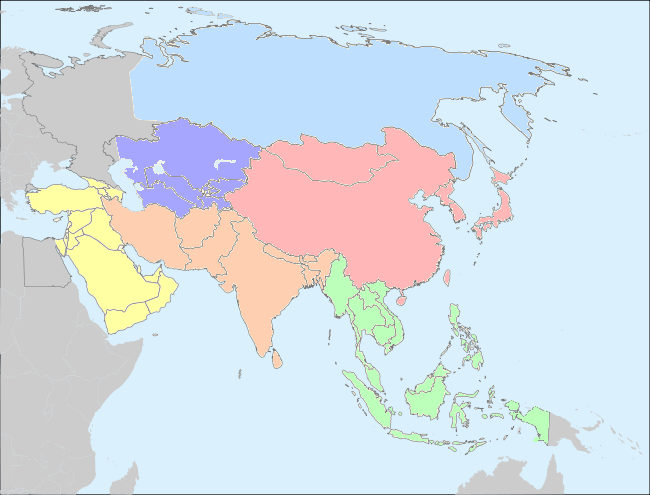
Le regioni asiatiche
Asia centrale
Asia orientale
Sudest asiatico
Asia meridionale
Asia occidentale

Asia centrale
     Asia orientale
     Sudest asiatico
     Asia meridionale
     Asia occidentale

#### Asia centrale (Central Asia)
- Kazakistan
- Kirghizistan
- Tagikistan
- Turkmenistan
- Uzbekistan

#### Asia orientale (Eastern Asia)
- Cina
- Hong Kong[19]
- Macao[19]
- Corea del Nord
- Giappone
- Mongolia
- Corea del Sud
- ( Taiwan[20])

#### Asia sud-orientale (South-eastern Asia)
- Brunei
- Cambogia
- Indonesia
- Laos
- Malaysia
- Birmania
- Filippine
- Singapore
- Thailandia
- Timor Est
- Vietnam

#### Asia meridionale (Southern Asia)
- Afghanistan
- Bangladesh
- Bhutan
- India
- Iran
- Maldive
- Nepal
- Pakistan
- Sri Lanka

#### Asia occidentale (Western Asia)
- Armenia
- Azerbaigian
- Bahrein
- Cipro
- Georgia
- Iraq
- Israele
- Giordania
- Kuwait
- Libano
- Oman
- Qatar
- Arabia Saudita
- Palestina[21]
- Siria
- Turchia
- Emirati Arabi Uniti
- Yemen
- ( Abcasia[22])
- ( Ossezia del Sud[23])
- ( Cipro del Nord[24])

### Europa

Le regioni dell'Europa:
Europa settentrionale
Europa occidentale
Europa orientale
Europa meridionale
Armenia, Azerbaigian, Cipro, Georgia, Kazakistan e Turchia sono considerati Paesi asiatici.

Europa settentrionale
     Europa occidentale
     Europa orientale
     Europa meridionale

#### Europa settentrionale (Northern Europe)
- Isole Åland[25]
- Isole del Canale (Channel Islands)[26]
  -  Guernsey[26]
  -  Jersey[26]
  -  Sark[26]
- Danimarca
- Estonia
- Fær Øer[18]
- Finlandia
- Islanda
- Irlanda
- Isola di Man[26]
- Lettonia
- Lituania
- Norvegia
- Svalbard e Jan Mayen[17]
- Svezia
- Regno Unito

#### Europa occidentale (Western Europe)
- Austria
- Belgio
- Francia
- Germania
- Liechtenstein
- Lussemburgo
- Monaco
- Paesi Bassi
- Svizzera

#### Europa orientale (Eastern Europe)
- Bielorussia
- Bulgaria
- Rep. Ceca
- Ungheria
- Polonia
- Moldavia
- Romania
- Russia[27]
- Slovacchia
- Ucraina

#### Europa meridionale (Southern Europe)
- Albania
- Andorra
- Bosnia ed Erzegovina
- Croazia
- Gibilterra[12]
- Grecia
- Città del Vaticano[28]
- Italia
- Malta
- Montenegro
- Portogallo
- San Marino
- Serbia
- Slovenia
- Spagna
- Macedonia del Nord
- ( Kosovo[29])

### Oceania

Le regioni dell'Oceania.

#### Australia e Nuova Zelanda (Australia and New Zealand)
- Australia
- Isola di Natale[30]
- Isole Cocos (Keeling)[30]
- Isole Heard e McDonald[30]
- Nuova Zelanda
- Isola Norfolk[30]

#### Melanesia (Melanesia)
- Figi
- Nuova Caledonia[13]
- Papua Nuova Guinea
- Isole Salomone
- Vanuatu

#### Micronesia (Micronesia)
- Guam[15]
- Kiribati
- Isole Marshall[31]
- Micronesia[31]
- Nauru
- Isole Marianne Settentrionali[15]
- Palau[31]
- Isole minori esterne degli Stati Uniti[32]

#### Polinesia (Polynesia)
- Samoa Americane[32]
- Isole Cook[33]
- Polinesia francese[13]
- Niue[33]
- Isole Pitcairn[12]
- Samoa
- Tokelau[33]
- Tonga
- Tuvalu
- Wallis e Futuna[13]